# کریستیان لودویگ گرلینگ
 کریستیان لودویگ گرلینگ (انگلیسی: Christian Ludwig Gerling؛ زاده ۱۰ ژوئیهٔ ۱۷۸۸ درگذشته ۱۵ ژانویهٔ ۱۸۶۴) یک دانشمند در زمینه فیزیک‌دان و ستاره‌شناس اهل آلمان بود.